# バウ・ワウ・ワウ
バウ・ワウ・ワウ（Bow Wow Wow）は、1980年代前半に活躍したイギリスのニュー・ウェイヴ・バンド。

## 概要・来歴
ポストパンクの旗手アダム&ジ・アンツからマネージャーのマルコム・マクラーレンがリーダーアダム・アントを除くメンバーをすべて引き抜いてロンドンで結成。ボーカルはクリーニング屋で働きながら歌を口ずさんでいるところをスカウトされた14歳のビルマ人の父親とイギリス人の母親を持つハーフのアナベラ・ルーウィンを起用した。
1980年にシングル「C·30 C·60 C·90 Go」とミニアルバム『Your Cassette Pet』でデビュー。レコードを作らずカセットテープのみで発表された。レコードはもう古い、電車の中でも街を歩きながらでも車でも聴けるカセットの時代が来ると主張したが、後にレコードでも発表された（アメリカではカセットがレコードの市場を圧倒していた）。
1981年にアルバム『ジャングルでファン・ファン・ファン』をリリース。ジャケット（エドゥアール・マネの絵画「草上の昼食」のパロディー)のアナベラ（当時15歳）の裸写真を見た母親が問題として提訴、発売延期にまで至った。凄腕のテクニックでジャングル・ビートと呼ばれる斬新な音楽スタイルでイギリスのみならず、日本でも人気が出て、資生堂のCMにも登場した。
1982年には来日しマッドネスとジョイントコンサート・ツアーを行った。1983年に一旦、解散している。

## メンバー
現在のメンバー

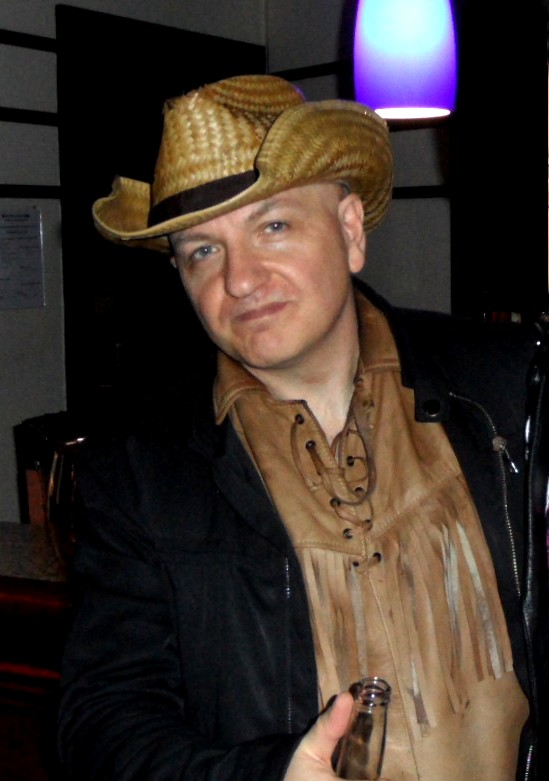
ベース奏者のリー・ゴーマンは現在も唯一在籍するオリジナル・メンバーとなっている

- リー・ゴーマン (Leigh Gorman) – ベース (1980年–1983年、1997年–1998年、2003年– )
- クロエ・デメトリア (Chloe Demetria) - ボーカル (2013年– )
- ザッカリー・スローン (Zachary Throne) - ギター  (2014年– )
- レス・ワーナー (Les Warner) - ドラム  (2014年– )

旧メンバー
- アナベラ・ルーウィン (Annabella Lwin) - ボーカル (1980年–1983年、1997年–1998年、2003年–2013年)
- デイヴ・バルバロッサ (Dave Barbarossa) - ドラム  (1980年-1983年)
- マシュー・アッシュマン (Matthew Ashman) - ギター (1980年–1983年、1995年死去)
- デイヴ・カルホーン (Dave Calhoun) - ギター (1997年–1998年)
- イーシャン・カダルー (Eshan Khadaroo) - ドラム (1997年–1998年)
- フィル・グー (Phil Gough) - ギター (2003年–2011年)
- エイドリアン・ヤング (Adrian Young) - ドラム (2003年–2005年)
- デヴィン・ビーマン (Devin Beaman) - ドラム (2005年–2011年)
- ジミー・メイグーン (Jimmy Magoon) - ギター (2011年–2012年)
- ディラン・トーマス (Dylan Thomas) - ドラム (2011年–2012年)
- マシュー・フラー (Matthew Fuller) - ギター (2012年–2014年)
- ライル・リドル (Lyle Riddle) - ドラム (2012年–2014年)
- シーン・ウィンチェスター (Sean Winchester) - ドラム (2012年–2014年)

## ディスコグラフィ

### スタジオ・アルバム
- 『ジャングルでファン・ファン・ファン』 - See Jungle! See Jungle! Go Join Your Gang Yeah, City All Over! Go Ape Crazy! (1981年)
- 『アフロディジアック』 - When the Going Gets Tough, The Tough Get Going (1983年)

### EP
- Your Cassette Pet (1980年)
- The Last of the Mohicans (1982年)
- 『ティーネイジ・クイーン』 - Teenage Queen (1982年) ※来日記念盤
- I Want Candy (2007年)
- John Peel Session (20th October 1980) (2011年)

### コンピレーション・アルバム
- I Want Candy (1982年)
- 『オリジナル・レコーディング』 - Original Recordings (1982年)
- The Best of Bow Wow Wow (1989年)
- Girl Bites Dog - Your Compact Disc Pet (1993年)
- Go Wild: The Best of Bowwowwow (1993年)
- Aphrodisiac (The Best of Bow Wow Wow) (1996年)
- The Best of Bow Wow Wow (1996年)
- 『Wild in the U.S.A.』 - Wild in the U.S.A. (1998年)
- I Want Candy — Anthology (2003年)
- We Are the '80s (2006年)
- Love, Peace & Harmony — The Best of Bow Wow Wow (2008年)
- Playlist: The Very Best of Bow Wow Wow (2008年)
- 『ユア・ボックス・セット・ペット～ザ・コンプリート・レコーディングス1980-1984』 - Your Box Set Pet (The Complete Recordings 1980–1984) (2018年)

### ライブ・アルバム
- Live in Japan (1997年)
- Mile High Club Live (2009年)

### シングル
- "C·30 C·60 C·90 Go" (1981年)
- "W.O.R.K. (N.O. Nah, No No My Daddy Don't)" (1981年)
- "Prince of Darkness" (1981年)
- 「チワワは素敵な愛言葉」 - "Chihuahua" (1981年)
- "Go Wild in the Country" (1982年)
- "See Jungle! (Jungle Boy)"/"TV Savage" (1982年)
- 「アイ・ウォント・キャンディ」 - "I Want Candy" (1982年)
- "Baby, Oh No" (1982年)
- "Louis Quatorze" (1982年)
- "Fools Rush In" (1982年)
- 「ホールド・ミー?」 - "Do You Wanna Hold Me?" (1983年)
- "The Man Mountain" (1983年)

## 参照
1. ↑  “Bow Wow Wow band”.   Facebook. 2015年11月11日閲覧。